# نيل ماكسويل
نيل ماكسويل (12 يونيو 1967 في فيجي - ) (بالإنجليزية: Neil Maxwell)‏ هو لاعب كريكت نيوزلندي. شارك مع منتخب فيجي للكريكت. أما مع فريق رياضي، فقد لعب مع فريق فكتوريا للكريكت وفريق جنوب ويلز الجديد للكريكت ‏ وفريق كانتربري للكريكت ‏.

## وصلات خارجية
- نيل ماكسويل على موقع إي آس بي آن كريك إنفو (الإنجليزية)